# Monumentul lui Grigore Ghica al III-lea din Iași
Monumentul lui Grigore Ghica III din Iași este un monument amplasat în centrul municipiului Iași, fiind format dintr-un cenotaf de marmură albă ridicat în anul 1875 și un bust al lui Grigore Ghica al III-lea, domnitor al Moldovei (1764-1767 și 1774-1777) și al Munteniei (1768-1769). Monumentul a fost inclus pe Lista monumentelor istorice din județul Iași din anul 2015 (cod LMI IS-III-m-B-04312).

## Simbolistica monumentului
La 21 iulie 1774, s-a semnat Tratatul de la Kuciuk-Kainargi de către Imperiul Rus (reprezentat de către feldmareșalul Piotr Rumianțev-Zadunaiski) și Imperiul Otoman, încheindu-se astfel lungul război ruso-turc din anii 1768-1774. Profitând de înfrângerea armatei turcești, austriecii au prezentat la tratative o hartă falsă de rectificare de frontieră în sudul Galiției, sub pretextul că teritoriul din nord-vestul Moldovei, pe care l-au denumit „Bucovina” le este necesar pentru trecerea lor din Transilvania în Galiția.
Imperiul Habsburgic a ocupat zona începând cu luna octombrie 1774, dar ea a fost anexată formal în ianuarie 1775. La data de 2 iulie 1776, s-a semnat o convenție de frontieră la Palamutka între austrieci și turci, austriecii cedând turcilor 59 dintre satele anterior ocupate și rămânând cu 278 de sate.
Domnitorul Moldovei, Grigore Ghica al III-lea, care obținuse tronul în septembrie 1774, după Tratatul de la Kuciuk-Kainargi, și boierii pământeni din Moldova au protestat vehement împotriva cedării zonei către Imperiul Habsburgic. Iritați de protestele domnitorului, austriecii au cerut turcilor să-l înlăture.
La 1 octombrie 1777, voievodul Grigore Ghica al III-lea a fost ademenit în cursă de o veche cunoștință a sa, trimisul turc al sultanului, Kara Higiorzadec Ahmed-beg (Kara Hisarlî Ahmed), care prin viclenie, prefăcându-se bolnav, l-a invitat pe Vodă la Beilic (casa de găzduire a emisarilor turci trecători prin Iași). El sosise în acea zi în Iași sub cuvânt că mergea la Hotin să facă revizia cetății și totodată că aducea lui Grigore Ghica un mesaj din partea sultanului Abdul-Hamid I.
Ajuns la Beilic, domnitorul a fost înjunghiat pe la spate de către turci, apoi i s-a tăiat capul care a fost dus la Istanbul și țintuit timp de mai multe săptămâni în poarta seraiului pentru "luare aminte". Trupul fără cap al fostului domn ucis a zăcut mai multe zile în curtea Beilicului, fiind batjocorit de turci și apoi a fost înmormântat în Biserica Sf. Spiridon din Iași. Mormântul, cunoscut ca Mausoleul Grigore al III-lea Ghica Vodă, a fost inclus pe Lista monumentelor istorice din județul Iași din anul 2015  având codul LMI IS-IV-m-B-03914.12.
Această tragedie a revoltat toate curțile regale ale Europei. Strada pe care se afla atunci Beilicul se numea în vechime strada Zmeu, iar după asasinarea domnitorului, a căpătat denumirea de Ghica-Vodă.

## Monumentul propriu-zis

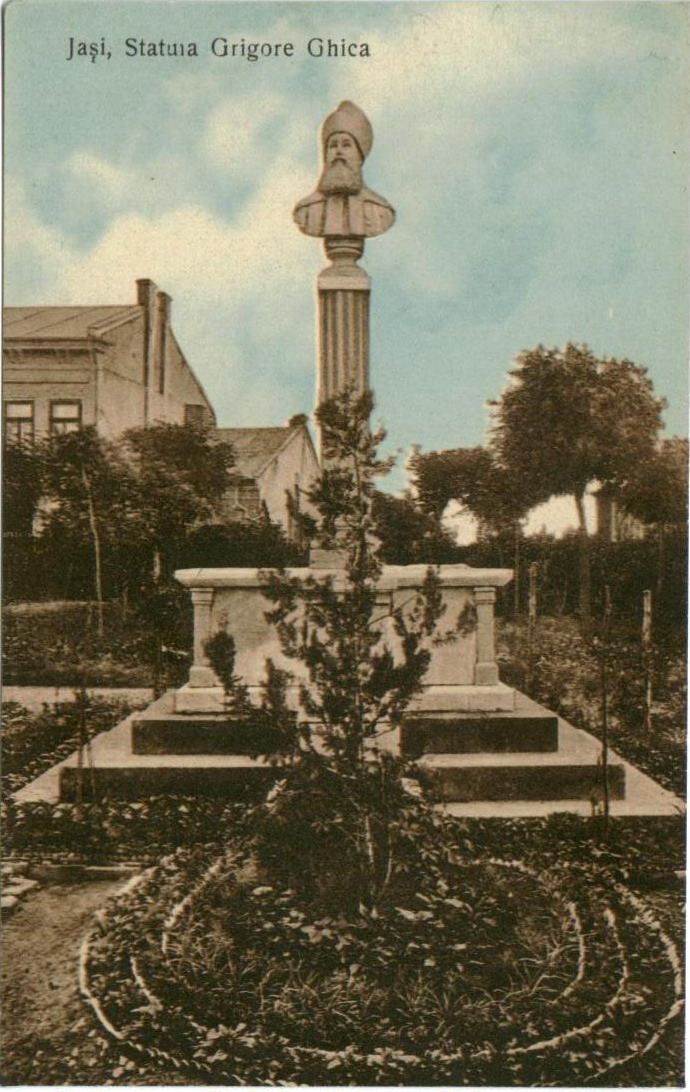
Monumentul lui Grigore Ghica III din Iași. Ilustrată de epocă. Se observă bustul anterior al domnitorului, diferit de cel actual.

Monumentul din marmură albă (cenotaful) sub forma unui sarcofag a fost ridicat și dezvelit la data de 1 octombrie 1875, de către Consiliul Comunal al orașului Iași, ca semn de recunoștință față de domnul care, deși nepământean, a fost aproape de cei care duceau greutățile țării și care s-a opus Porții Otomane care l-a numit domn în momentul când aceasta a răpit Țării Moldovei Bucovina și a cedat-o Imperiului Habsburgic. Monumentul a fost amplasat pe strada Ghica Vodă în apropierea Mănăstirii Barnovschi și al fostului Beilic turcesc din Iași, într-un mic parc.
Cenotaful are gravat deasupra sa inscripția În amintirea lui Grigorie Ghica V.V. ucis de turci la 1777, luna octombrie. Țara recunoscătore. În partea stângă a cenotafului, este următoarea inscripție: Grigorie Ghica V.V. a protestat contra luarei Bucovinei, iar în partea dreaptă stă scris:  Această pieatră sa redicat de cătră Consiliul Comunal din Jassi în Anul 1875 Octomvrie 1.
În fața monumentului se aflau vestigiile hanului Caravan Serai, loc de popas al caravanelor turcești aflate în trecere prin Iași. Au existat și resturi de ziduri cu arcade de la sfârșitul secolului al XV-lea, singura și cea mai veche mărturie a orașului medieval.

## Bustul domnitorului
Bustul fostului domnitor din fața monumentului a fost executat din marmură de către sculptorul Karl Storck. El a fost așezat pe o coloană înaltă de marmură de Lemberg, ridicat fiind de către Primăria orașului Iași, la propunerea consilierului Vasile Pogor. Pentru acest bust a făcut un proiect și Gheorghe Asachi. El a fost inaugurat la data de 29 august 1876.
Mihai Eminescu a prezentat într-un articol din jurnalul Curierul de Iași din 3 octombrie 1876, cum a decurs ceremonia sfințirii bustului:
„Aniversarea asasinării lui Grigore Vodă și a răpirii pământului strămoșesc n-a reamintit-o cu durere și alaltăieri, cu ocazia descoperirii bustului pe care Măria sa, Preaînălțatul nostru domn, l-au dat în dar orașului Iași. După serviciul funebru la Mitropolie, o mulțime numărată de popor cu arhierei în frunte s-au pus în mișcare spre piața Beilicului, trecând în procesie prin stradele de căpetenie ale orașului. Ajunsă în piață, în mijlocul căreia se înălța în cunună de lauri bustul de marmură al martirului, clericii începur cu citirea acelor molcome și tânguitoare versete bisericești, scrise în dulcea limbă a trecutului.”— Mihai Eminescu, 1876
Bustul inițial s-a deteriorat în timpul celor 100 ani, a fost restaurat și dus la Muzeul de Artă din Iași, unde se află și în prezent. În locul lui, în anul 1975, a fost amplasat un bust de piatră, executat de către sculptorița Lucreția Dumitrașcu Filioreanu.
Piața în care se află cenotaful și bustul a primit denumirea de Grădina publică Ghica Vodă, aici fiind amplasate bănci printre straturile de flori .

## Imagini

Privire de ansamblu
Privire de ansamblu
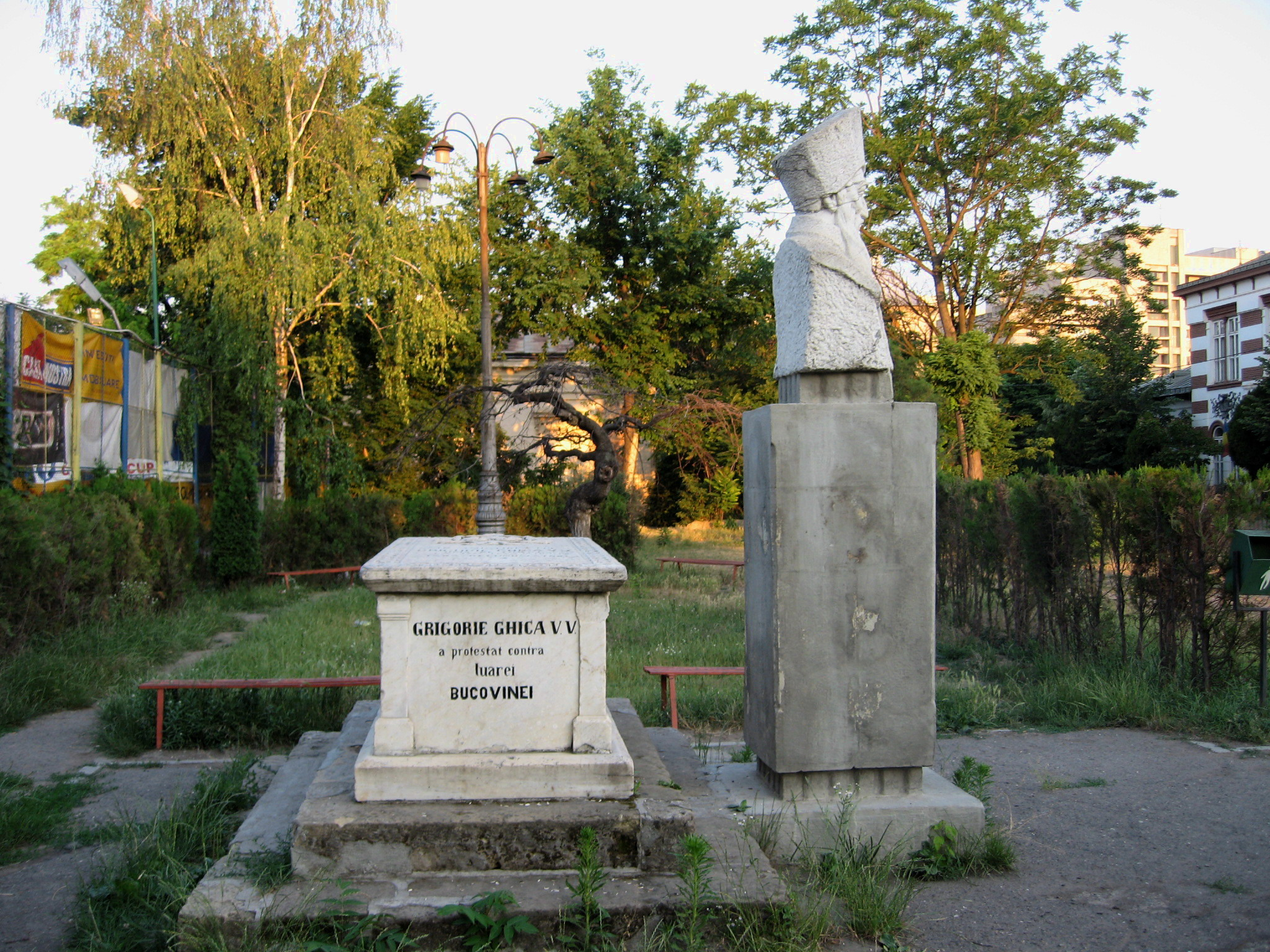
Privire din stânga monumentului
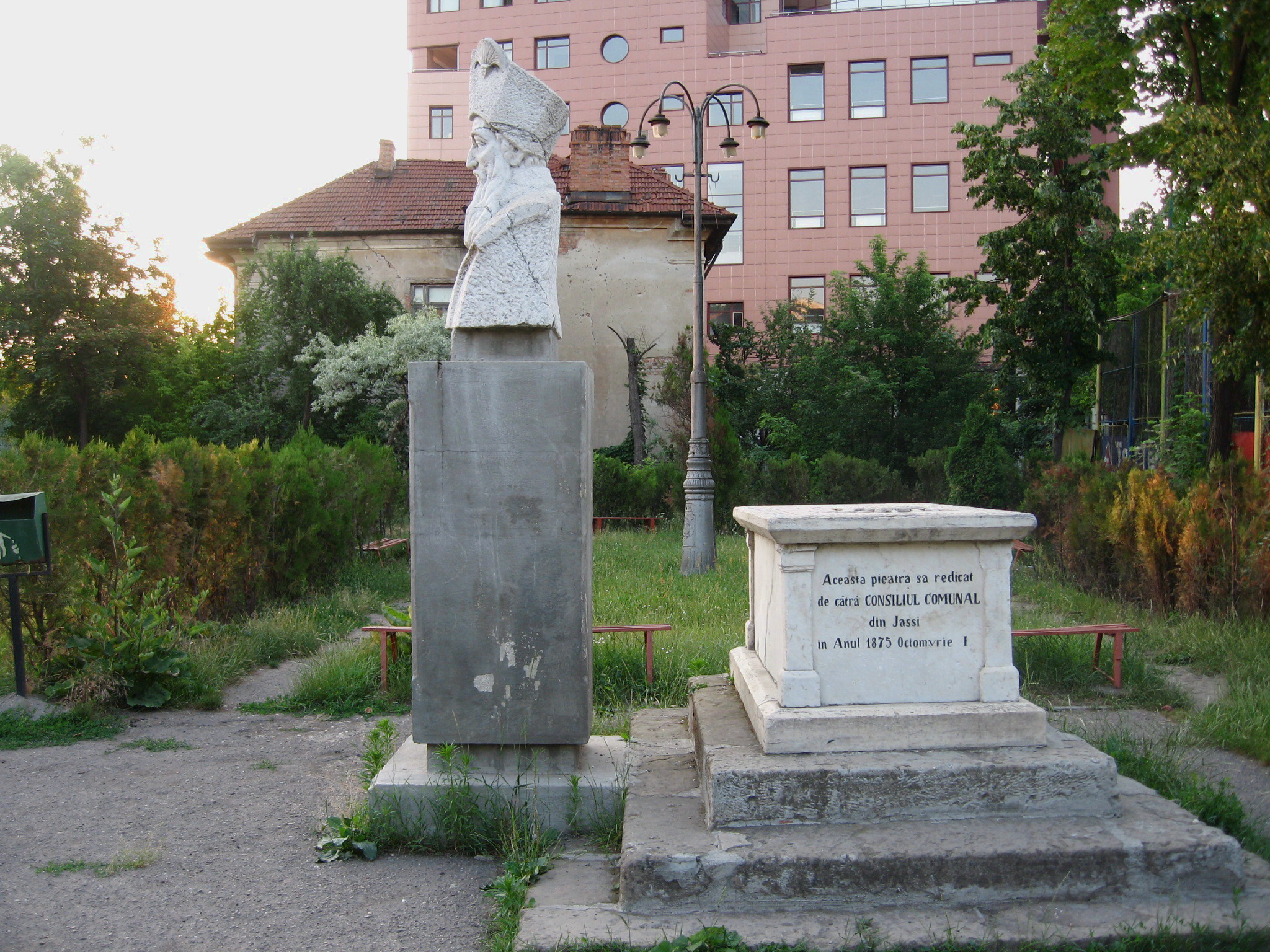
Privire din dreapta monumentului
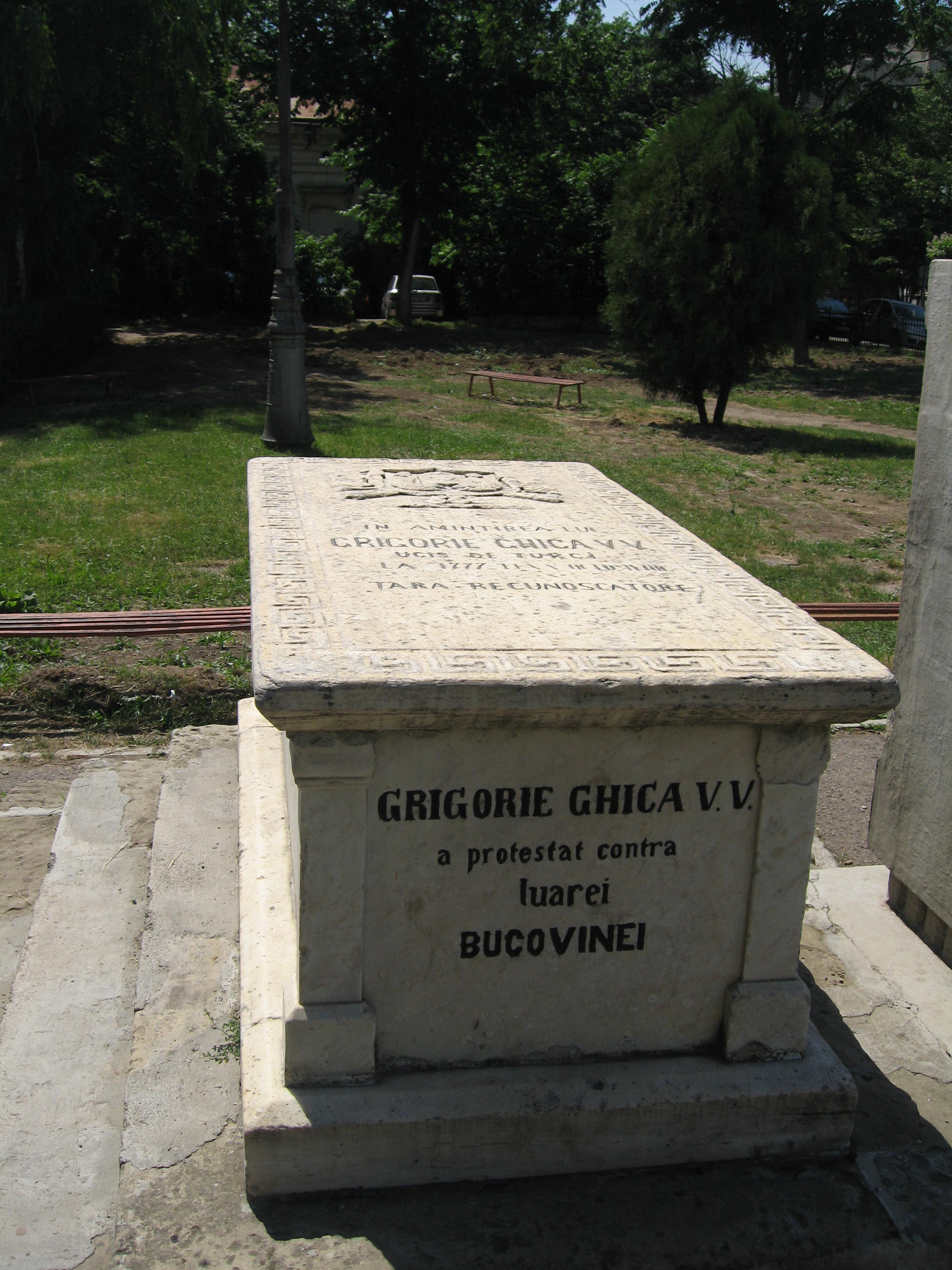
Cenotaful
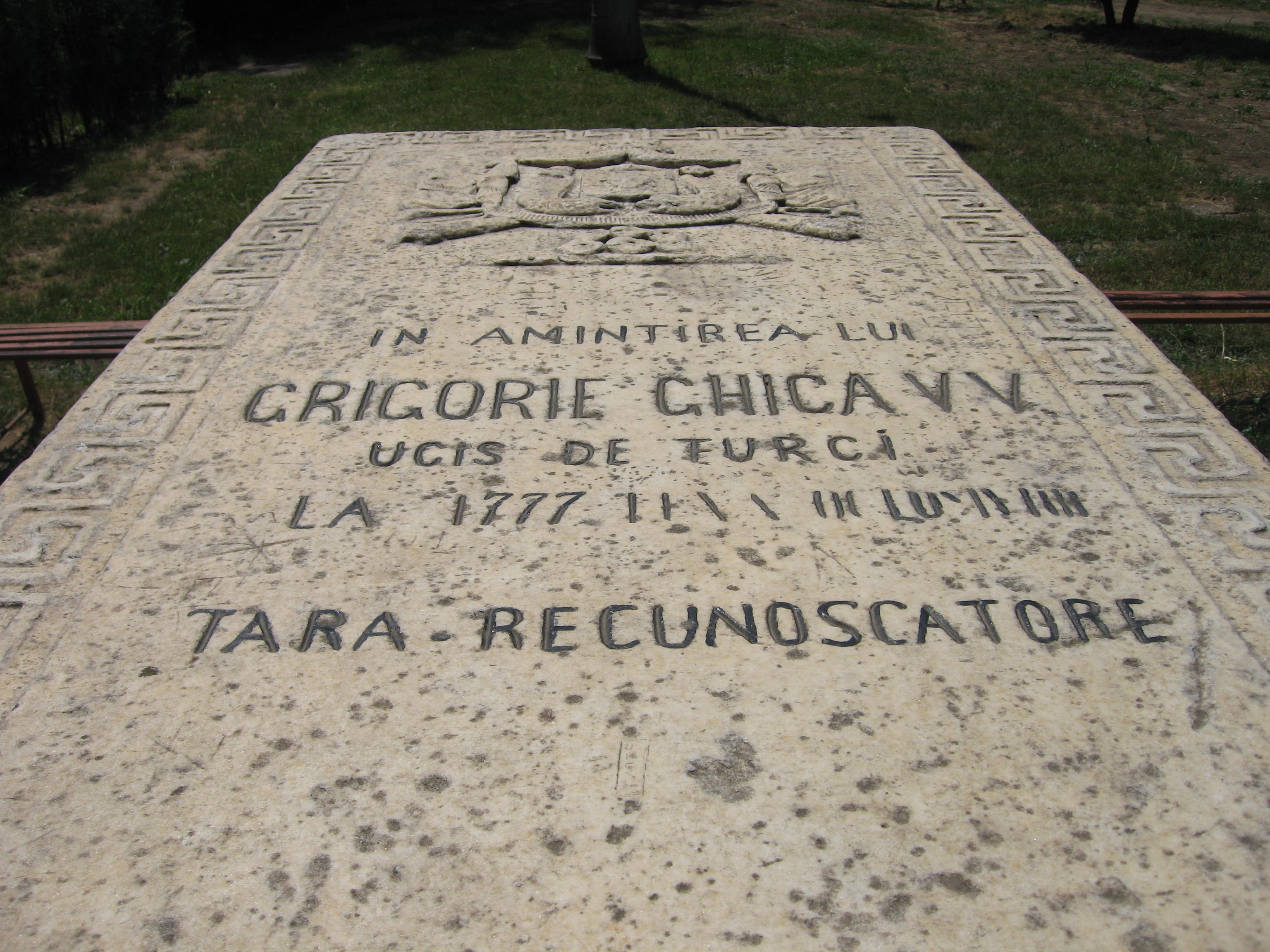
Placa de deasupra sarcofagului

## Vezi și
- Mausoleul Grigore al III-lea Ghica Vodă